# Darija Snihur
Darija Serhijiwna Snihur (ukrainisch Дарія Сергіївна Снігур, eng. Daria Snigur; * 27. März 2002 in Kiew) ist eine ukrainische Tennisspielerin.

## Karriere
Snihur begann mit sieben Jahren das Tennisspielen und bevorzugt Hartplätze als Spielbelag. Sie spielt hauptsächlich Turniere auf der ITF Women’s World Tennis Tour, bei der sie bislang zehn Titel im Einzel gewann.
2019 erreichte sie das Halbfinale im Juniorinneneinzel bei den Australian Open, wo sie der späteren Siegerin Clara Tauson mit 4:6 und 1:6 unterlag. Bei den French Open erreichte sie im Juniorinneneinzel das Viertelfinale, wo sie gegen Emma Navarro mit 7:66, 3:6 und 2:6 verlor. Im Juli gewann sie den Titel in Wimbledon im Juniorinneneinzel gegen Alexa Noel mit 6:4 und 6:4.

## Turniersiege

### Einzel
| Nr. | Datum             | Turnier             | Kategorie   | Belag             | Finalgegnerin   | Ergebnis       |
| --- | ----------------- | ------------------- | ----------- | ----------------- | --------------- | -------------- |
| 1.  | 11. November 2018 | Antalya             | ITF $15.000 | Hartplatz         | Zeynep Sönmez   | 3:6, 7:63, 6:3 |
| 2.  | 10. März 2019     | Scharm asch-Schaich | ITF W15     | Hartplatz         | Oona Orpana     | 3:6, 6:3, 6:4  |
| 3.  | 7. April 2019     | Kashiwa             | ITF W25     | Hartplatz         | Rebecca Marino  | 6:4, 6:2       |
| 4.  | 1. September 2019 | Kirjat Schmona      | ITF W25     | Hartplatz         | Maia Lumsden    | 6:1, 6:4       |
| 5.  | 28. Februar 2021  | Poitiers            | ITF W25     | Hartplatz (Halle) | Clara Burel     | 6:3, 2:6, 7:5  |
| 6.  | 27. November 2021 | Dubai               | ITF W100+H  | Hartplatz         | Kristína Kučová | 6:3, 6:0       |
| 7.  | 23. Juli 2023     | Vitoria-Gasteiz     | ITF W100    | Hartplatz         | Jessika Ponchet | 3:6, 6:4, 6:1  |
| 8.  | 29. Oktober 2023  | Glasgow             | ITF W60     | Hartplatz (Halle) | Mona Barthel    | 6:4, 6:4       |
| 9.  | 21. April 2024    | Calvi               | ITF W50     | Hartplatz         | Valentina Ryser | 6:3, 6:2       |
| 10. | 5. Mai 2024       | Lopota              | ITF W50     | Hartplatz         | Kira Pawlowa    | 6:1, 6:1       |

## Abschneiden bei Grand-Slam-Turnieren

### Dameneinzel
| Turnier         | 2020 | 2021 | 2022 | 2023 | 2024 | 2025 | Karriere |
| --------------- | ---- | ---- | ---- | ---- | ---- | ---- | -------- |
| Australian Open | —    | Q1   | Q2   | Q2   | 1    | 1    | 1        |
| French Open     | Q1   | Q1   | Q1   | Q1   | Q2   | Q2   | —        |
| Wimbledon       |      | Q1   | Q2   | Q1   | 2    | Q2   | 2        |
| US Open         | —    | Q1   | 2    | Q1   | Q2   |      | 2        |

Zeichenerklärung: S = Turniersieg; F, HF, VF, AF = Einzug ins Finale / Halbfinale / Viertelfinale / Achtelfinale; 1, 2, 3 = Ausscheiden in der 1. / 2. / 3. Hauptrunde; Q1, Q2, Q3 = Ausscheiden in der 1. / 2. / 3. Qualifikationsrunde; nicht ausgetragen

### Juniorinneneinzel
| Turnier         | 2018 | 2019 | Karriere |
| --------------- | ---- | ---- | -------- |
| Australian Open | —    | HF   | HF       |
| French Open     | —    | VF   | VF       |
| Wimbledon       | 1    | S    | S        |
| US Open         | 2    | —    | 2        |

Zeichenerklärung: S = Turniersieg; F, HF, VF, AF = Einzug ins Finale / Halbfinale / Viertelfinale / Achtelfinale; 1, 2, 3 = Ausscheiden in der 1. / 2. / 3. Hauptrunde; nicht ausgetragen

### Juniorinnendoppel
| Turnier         | 2018 | 2019 | Karriere |
| --------------- | ---- | ---- | -------- |
| Australian Open | —    | AF   | AF       |
| French Open     | —    | —    | —        |
| Wimbledon       | —    | —    | —        |
| US Open         | 1    | —    | 1        |